# HINTS-Test
Der HINTS-Test oder der HINTS+-Test ist ein neurologischer Bedsidetest an einer Person mit anhaltendem Schwindel und Nystagmus, um zwischen einer peripheren (außerhalb des Gehirns liegenden) oder einer potenziell schwerwiegenden zentralen (im Gehirn liegenden) Ursache zu unterscheiden. Das Akronym HINTS steht für die drei Untersuchungsschritte „Head-Impulse-Test“ (Kopfimpulstest), „Nystagmus“ (Augenzittern) und „Test of Skew“ (Test der Blickabweichtung). Das „Plus“ (+) steht für einen ergänzenden Hörtest.

## Indikation
Angezeigt ist der Test bei anhaltendem Schwindel über Stunden bis Tage in Kombination mit spontanem und/oder blickinduzierten Nystagmus. Diese Symptome werden oft von Übelkeit, Erbrechen oder Gangstörung begleitet und mitunter als akutes Vestibularsyndrom zusammengefasst.
Grund für diese Beschwerden ist bei einer Mehrzahl der Patienten eine periphere Ursache mit günstiger Prognose, die Neuritis vestibularis. Im Rahmen der Notfallbehandlung muss eine zentrale Ursache, typischerweise ein ischämischer Schlaganfall im vertebrobasilären Stromgebiet, ausgeschlossen werden, da dieser eine ähnliche Symptomatik aufweisen kann und eine wesentlich differenzierte medizinische Versorgung erfordert.

## Genauigkeit
In der ursprünglichen HINTS-Studie aus dem Jahr 2009 wurde der Test durch Neuro-Ophtalmologen an Patienten mit akutem Vestibularissyndrom und mindestens zwei Schlaganfallrisikofaktoren durchgeführt. Der HINTS-Test war im Rahmen dieser Studie sensitiver und spezifischer bei der Schlaganfalldiagnose als ein frühes MRT. Es gibt Hinweise darauf, dass HINTS und HINTS+ eine Sensitivität von ca. 94 % bzw. 95 % und eine Spezifität von ca. 87 % bzw. 73 % aufweisen.

## Testverfahren

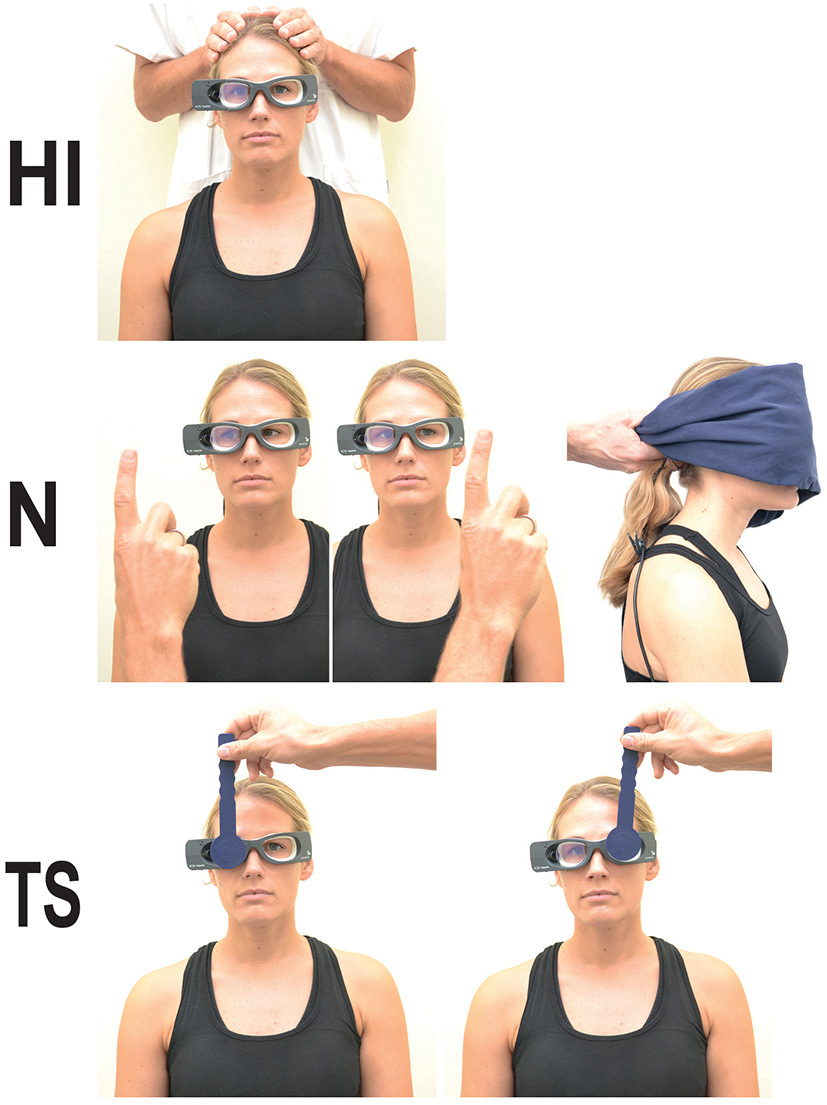
HINTS-Test, von oben nach unten:
Kopfimpulstest
Nystagmusprüfung (links: mit Fokussierung, rechts: Blickfixierung durch Tuch unterdrückt)
Test of Skew

### Nystagmus
Das Vorhandensein eines Nystagmus wird geprüft. Bei Neuritis vestibularis steigert sich der Nystagmus – typischerweise ein horizontaler Nystagmus mit rotatorischer Komponente – wenn der Patient in die Richtung des Nystagmus (Richtung der schnellen Augenbewegungsphase des Nystagmus) blickt und verringert sich, wenn er in die andere Richtung schaut. Das betroffene Innenohr einer Neuritis vestibularis ist das der Nystagmusrichtung entgegengesetzte Ohr. Bei einer Neuritis vestibularis ändert sich die Nystagmusrichtung nicht, wenn der Patient mit seinen Augen nach rechts oder links schaut. Bei zentraler Ursache kann dies hingegen blickrichtungsabhängig passieren (Bidirektionaler Nystagmus; die schnelle Komponente des Nystagmus ändert sich bei Blick nach rechts oder links in die jeweilige Richtung) und ist ein sehr spezifisches Zeichen für eine zentrale Ursache des Nystagmus. Auch ein vertikaler Nystagmus ist ein spezifisches Zeichen für eine zentrale Ursache.

### Test of Skew
Der Test erfolgt durch wechselseitiges Verdecken eines Auges durch den Untersucher, während das aufgedeckte Auge beobachtet wird. Vertikale oder diagonale Augenbewegungen weisen auf eine zentrale Schwindelursache hin.

### Head Impulse Test
Mit dem Kopfimpulstest wird der vestibulookuläre Reflex getestet. Bei Neuritis vestibularis ist dieser auf der betroffenen Seite abnormal. Patienten mit Schwindel aus zentraler Ursache haben in der Regel kein Defizit der peripheren Nervenbahnen und somit keine Auffälligkeiten. Ein normales Testergebnis kann daher paradoxerweise auf eine schwerwiegende Ursache hinweisen.

### Hints Plus
Bei dem „Plus“ (+) handelt es sich um einen einfachen bedside Hörtest auf einen neuen Hörverlust. Neuer Hörverlust auf einem Ohr ist ein Hinweis auf zentrale Ursache. Im Jahr 2013 wurde der Test auf Hörverlust, als möglicher Hinweis auf ischämischen Schlaganfall der Cochlea oder des Hirnstamms, als neuer Test dem HINTS-Test hinzugefügt, um seine Genauigkeit zu erhöhen.

## HINTS+ im Rahmen der Schwindeldiagnostik
Die gleichzeitige Anwendung des Dix-Hallipike-Tests (Lagerungsprobe) und des HINTS+-Tests ist nicht rational, da ihre Indikationen klar voneinander abgegrenzt sind. Des Weiteren eignet sich der HINTS+-Test nicht für Patienten, deren Schwindelsymptome vorüber sind.
Bei folgenden Warnzeichen muss eine zentrale Genese, unabhängig vom HINTS+-Test, in Erwägung gezogen werden:
- Neu aufgetretene, ausgeprägte Kopfschmerzen oder Nackenschmerzen
- Fokale Schwäche oder Parästhesien
- Diplopie, Dysarthrie, Dysmetrie, Dysphonie, Dysphagie
- Vertikaler Spontannystagmus in Ruhe
- Unfähigkeit, ohne Hilfe zu gehen